# Margot Nagel
Margot Nagel (* 1943 in Meißen) ist eine deutsche Schauspielerin.

## Leben
Margot Nagel absolvierte eine Schauspiel-, Gesangs- und Ballettausbildung. Bekanntheit im deutschen Fernsehen erlangte sie unter anderen durch ihre Auftritte in Serien wie Tadellöser & Wolff, Diese Drombuschs oder Alles Atze (als Schwiegermutter Hildegard).
Zu ihren großen Erfolgen als Theaterschauspielerin zählten u. a. ihre Verkörperung der Mrs. Wingfield in Die Glasmenagerie, der Arkadina in Die Möwe oder der Martha in Wer hat Angst vor Virginia Woolf?. Margot Nagel ist daneben als Synchronsprecherin tätig.

## Filmografie (Auswahl)
- 1974: Hamburg Transit (Fernsehserie, Folge Ein Koffer zuviel)
- 1975: Motiv Liebe – Folge 20 Gehobene Laufbahn
- 1979: St. Pauli-Landungsbrücken (Fernsehserie, eine Folge)
- 1980: Grenzfälle
- 1990: Ein Heim für Tiere
- 2000: Großstadtrevier
- 2000: Dr. Stefan Frank – Der Arzt, dem die Frauen vertrauen – Wintersonne
- 2001: Tatort – Eine unscheinbare Frau
- 2002: Das beste Stück
- 2002: Edel & Starck
- 2000–2007: Alles Atze
- 2006: Polizeiruf 110 – Tod im Ballhaus
- 2006: Willkommen in Lüsgraf
- 2007: Leo – Ein fast perfekter Typ
- 2007: Wir sagen Du! Schatz.
- 2007: SOKO Wismar
- 2008: Das Glück am Horizont
- 2010: Wie erziehe ich meine Eltern?
- 2010: Callgirl Undercover
- 2013: Mantrailer – Spuren des Verbrechens
- 2014: Kommissarin Heller – Der Beutegänger
- 2016: Einfach Rosa – Die zweite Chance
- 2017: SOKO München
- 2019: Camping mit Herz
- 2020: Die Drei von der Müllabfuhr – Kassensturz
- 2023: Die Drei von der Müllabfuhr – Altlasten
- 2023: Die Drei von der Müllabfuhr – Arbeit am Limit

## Engagements
- Staatstheater Wiesbaden
- Theater Göttingen
- Staatstheater Kassel
- Theater der Stadt Essen
- Theater Ulm

## Gastverträge
- Staatstheater Braunschweig
- Vagantenbühne Berlin
- Renaissance-Theater, Berlin
- Komödie am Ku'Damm, Berlin
- Komödie am Ku'Damm, Berlin
- Sommerspiele, Feuchtwangen
- Komödie, Stuttgart
- Tourneetheater Landgraf
- Nationaltheater Mannheim